# Lonzée
 (février 2011).
Si vous disposez d'ouvrages ou d'articles de référence ou si vous connaissez des sites web de qualité traitant du thème abordé ici, merci de compléter l'article en donnant les références utiles à sa vérifiabilité et en les liant à la section « Notes et références ».
Lonzée (en wallon Lonzêye) est une section de la ville belge de Gembloux située en Région wallonne dans la province de Namur.
C'était une commune à part entière avant la fusion des communes de 1965.

## Étymologie
Dans sa mention écrite la plus ancienne (1289) le village est appelé Lonsees".

## Géographie
Le village, situé en Hesbaye et étiré tout au long de l’Arton (un ruisseau, affluent de l’Orneau), se trouve à 3 km au sud-est de Gembloux.

## Histoire
Trois hameaux distincts sont mentionnés au Moyen Âge : Harton (Arton), Argenton et Lonzée se trouvant aux confins du duché de Brabant et du comté de Namur. En 1357 la frontière entre les deux est délimitée par l’Arton (Harton) qui divise le village en deux. Lonzée au nord (duché de Brabant) et Argenton au sud (comté de Namur). Cette frontière sera longtemps contestée : des conflits et procès se succéderont durant tout l’Ancien Régime.
Lors de la réorganisation administrative qui suit la chute de l’Ancien Régime, Lonzée et Argenton sont réunis en une commune. La loi du regroupement des communes (1965) rattache le village à la ville de Gembloux (province de Namur).

### Pays de sorcières
En 1637-1638, des procès de sorcellerie ont lieu devant la Haute cour de justice de Gembloux. Des femmes de Lonzée sont accusées de sorcellerie. Pour un mois entier, pas moins de cinq femmes sont emprisonnées, questionnées, torturées et condamnées. Elles sont alors étranglées et brûlées. Leurs biens sont vendus pour subvenir aux frais des procès. Ces procès retentissants ont valu à Lonzée le sobriquet de pays de sorcières.

## Patrimoine et culture

### Patrimoine architectural

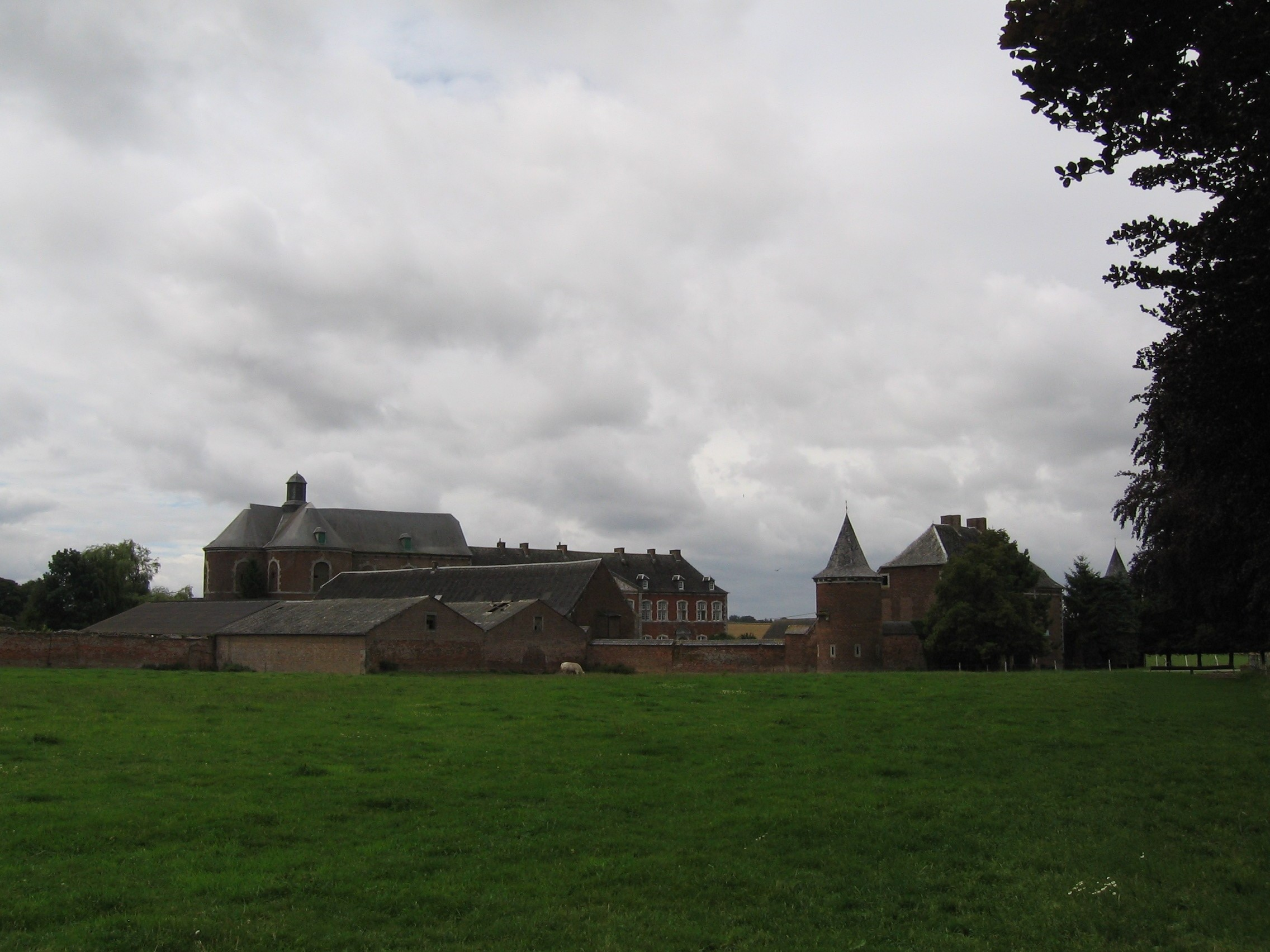
L'ancienne abbaye d'Argenton.

- La ferme d’Argenton est une ancienne abbaye de moniales cisterciennes, fondée au XIIIe siècle par des Augustines venues de Balâtre et reliée à l'abbaye de Villers-la-Ville et supprimée lors de la Révolution française[1].
- Le moulin d’Harton (bâtiment classé) est déjà cité dans les donations de biens à l’abbaye d’Argenton en 1229. Il fut moulin à farine, tordoir et termina en atelier de coutellerie de la fin du XIXe siècle jusqu’en 1929. Propriété de l’abbaye d’Argenton, il fut reconstruit en 1741 et restauré en 1992.
- L’église Saint-Roch de style néo-gothique, en briques et pierres bleues sous bâtières d’ardoises, date de 1846[1]. Avant cette construction, les Lonzinois allaient aux offices à Gembloux où leurs morts étaient enterrés.

## Économie
À la fin du XIXe siècle se développe à Lonzée une industrie particulière : l’extraction de la terre verte ou terre-couleur. Il s’agissait de l’exploitation d’un massif de glauconie ou argile verte formé à l’ère secondaire, au crétacé (moins 135 millions à moins 65 millions d’années). Cette terre servait à la fabrication de teintures (en Allemagne et en Autriche) et de stucs, mélangée à la craie de Grez-Doiceau. La Seconde Guerre mondiale met fin à cette industrie.